# Santaclaraïta
La santaclaraïta és un mineral de la classe dels silicats. Rep el nom pel comtat de Santa Clara, a Califòrnia (Estats Units), on es troba la seva localitat tipus.

## Característiques
La santaclaraïta és un silicat de fórmula química CaMn₄[Si₅O14OH](OH)·H₂O. Va ser aprovada com a espècie vàlida per l'Associació Mineralògica Internacional l'any 1979. Cristal·litza en el sistema triclínic. La seva duresa a l'escala de Mohs és 6,5.
Segons la classificació de Nickel-Strunz, la santaclaraïta pertany a «09.DK - Inosilicats amb 5 cadenes senzilles periòdiques» juntament amb els següents minerals: babingtonita, litiomarsturita, manganbabingtonita, marsturita, nambulita, natronambulita, rodonita, escandiobabingtonita, fowlerita, saneroïta, hellandita-(Y), tadzhikita-(Ce), mottanaita-(Ce), ciprianiïta i hellandita-(Ce).
L'exemplar que va servir per a determinar l'espècie, el que es coneix com a material tipus, es troba conservat a la Smithsonian Institution.

## Formació i jaciments
Minerals descoberts a la Mina Pennsylvania, dins el districte miner de Black Wonder, al comtat de Santa Clara (Califòrnia, Estats Units). També ha estat descrita a la mina Buckeye, al comtat de Stanislaus, també a Califòrnia. Aquests dos indrets són els únics de tot el planeta on ha estat descrita aquesta espècie mineral.